# 傅瑞憲
傅瑞憲，GC，MC連橫條，JP（英語：John Alexander Fraser，1896年2月12日—1943年10月29日），英國殖民地官員，1919年加入香港政府任官學生（即政務官），曾經署任律政司兼行政立法兩局當然官守議員，到1941年出任首任防衛司及行政局官守議員，惟同年12月香港淪陷後，他旋被日方拘禁於赤柱拘留營。淪陷期間，傅瑞憲在營內秘密從事情報活動，結果在1943年6月遭日方揭發，同年10月29日被處決，終年47歲。由於他被日方拷問時堅拒供出同伴，而且一力承擔罪名，英廷以他勇氣可嘉，因此在二戰結束後於1946年向他追贈最高民事榮譽喬治十字勳章。
在加入港府以前，傅瑞憲曾在一戰參與歐洲戰事，1916年因功獲得軍功十字勳章，翌年再獲附加勳章橫條。在港府擔任北約理民官的時候，他於1928年負責重新安置城門谷約855名村民，以便港府在該處修築城門水塘；另為紀念港督金文泰爵士兩訪屯門青山禪院，他與19名華人紳商還在1929年倡建香海名山牌樓，牌樓復於2010年獲政府獨立評定為一級歷史建築。傅瑞憲在助理律政司任內於1933年購入作自住的大埔瞭望台，後來也在2009年獲評為一級歷史建築。

## 生平

### 早年生涯
傅瑞憲在1896年2月12日生於英國蘇格蘭愛丁堡，他早年就讀於利斯三一學院，畢業後在1914年到愛丁堡大學修讀文學士學位課程。但不久以後，他因為第一次世界大戰的緣故在1915年4月中斷學業，應募加入軍官訓練兵團轄下的步兵團受訓，隨後在同年9月獲分派到皇家蘇格蘭步槍團任職少尉。在一戰期間，傅瑞憲參與了歐洲的戰事，在一次與敵軍交鋒期間，他不顧生命危險，在據點看守一處沒有掩護的地方，連續四小時以機關槍與敵軍開火，最終成功擊退敵軍。他憑藉在事件中的英勇表現，在1916年10月獲英廷頒授軍功十字勳章以資獎勵。
在1916年3月，傅瑞憲轉到機關槍兵團服役，同年10月獲擢升為中尉，到1917年10月再度立下軍功，獲英廷在他的軍功十字勳章上加上勳章橫條，隨後更於1918年3月升任少校。可是，他在1918年8月一次戰事期間傷及下肢，被迫從戰場退下療養。一戰結束後，他在1919年5月正式以少校階級從軍中退伍，但戰時的傷患使他其中一隻腳不良於行。

### 港府供職

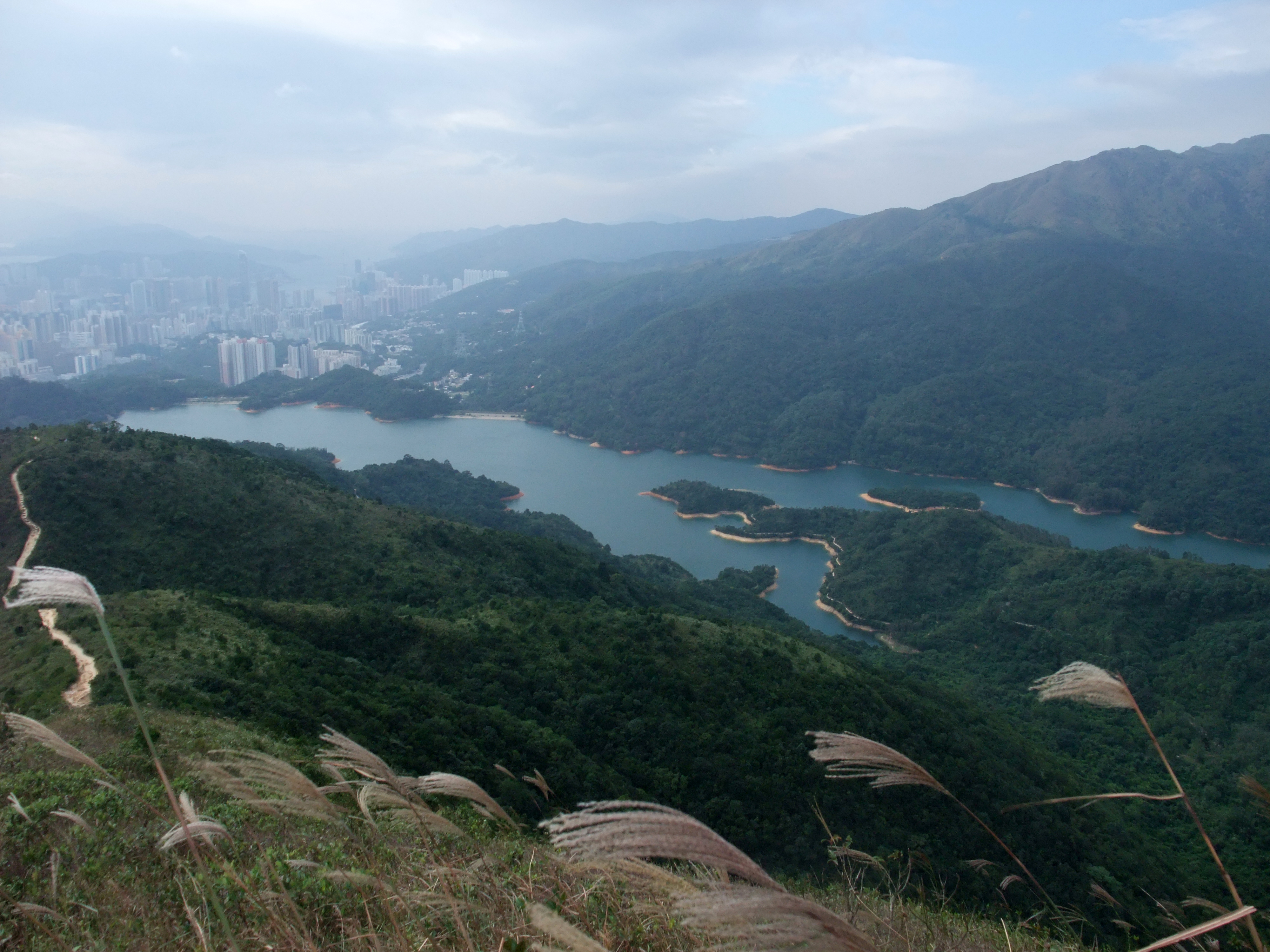
在北約理民官任內，傅瑞憲負責重新安置城門谷一帶約855名村民，以便港府在該處修築城門水塘

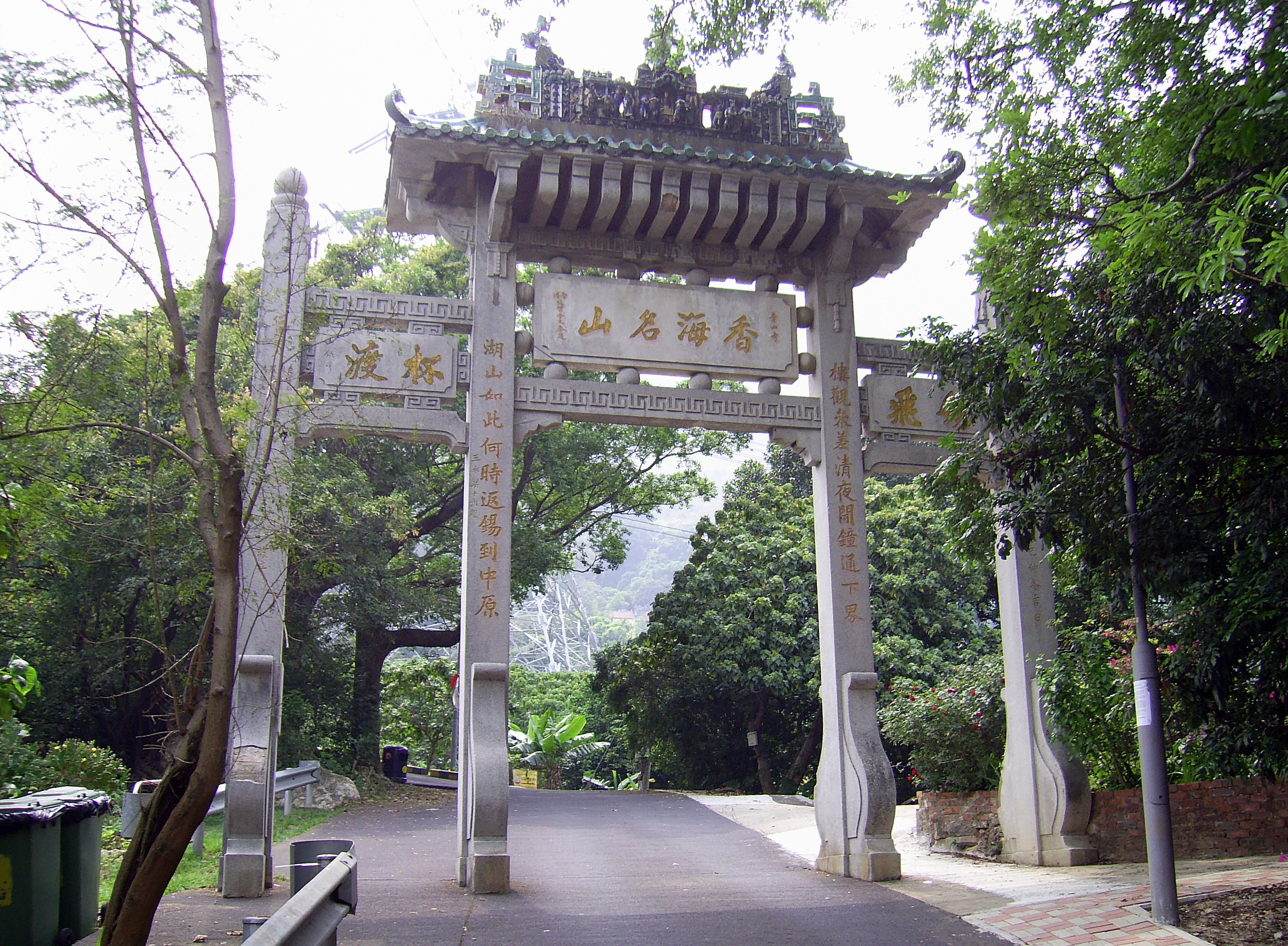
位於屯門青山禪院的香海名山牌樓修建於1929年，牌樓橫匾刻有由港督金文泰爵士手書的「香海名山」四個大字

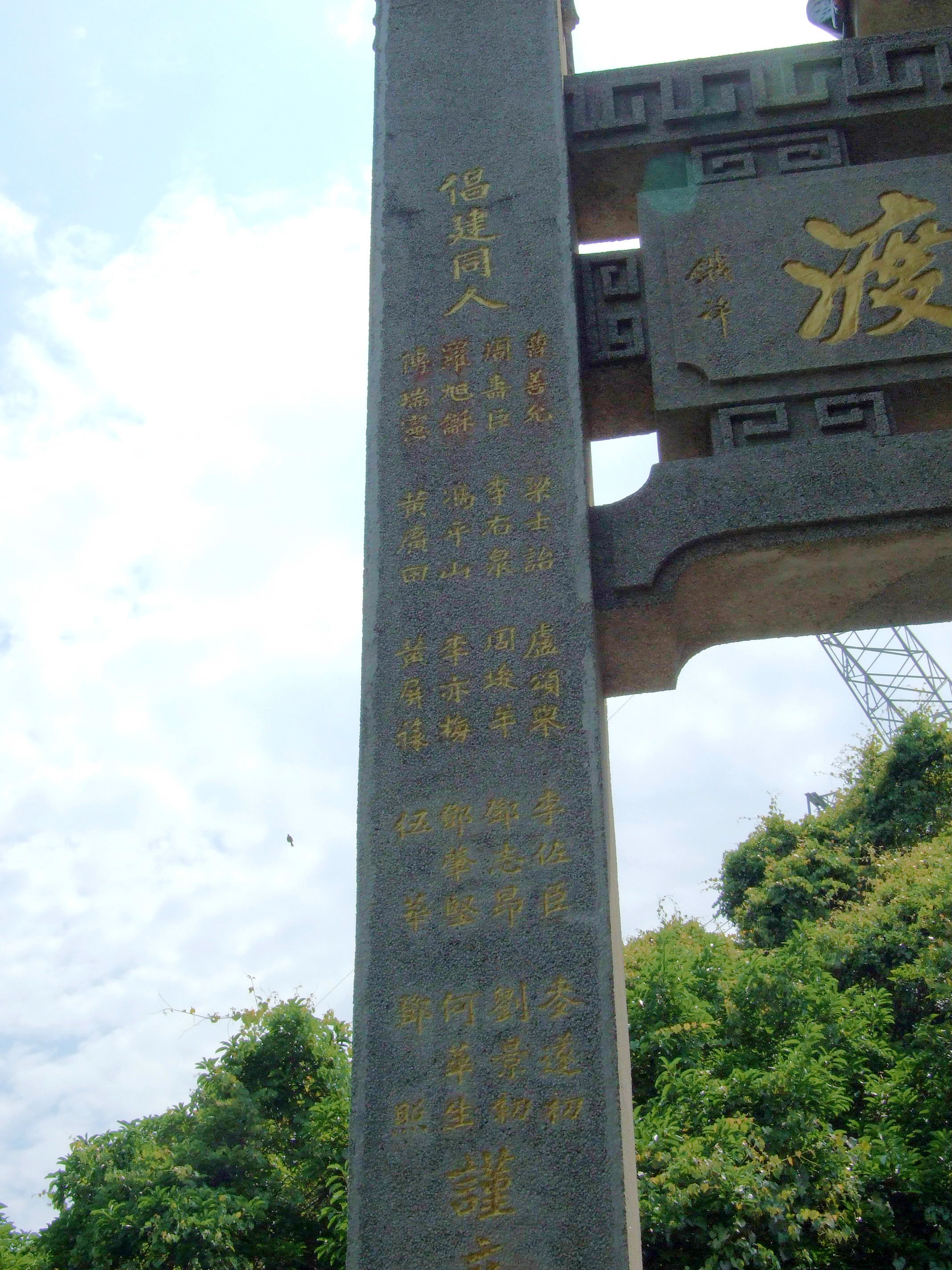
牌樓背面左側的橫柱則刻上倡建人的名字，其中傅瑞憲、羅旭龢爵士、周壽臣爵士和曹善允博士並列第一排，他也是20位倡建人當中唯一一位政府官員和外籍人士

從軍中退伍後，傅瑞憲旋於1919年12月加入香港政府任職官學生（相當於後來的政務官），與他同期入職的還有後來曾署任輔政司的富勵士（R. A. D. Forrest）。傅瑞憲早年曾擔任不同的初級官職，當中包括在1920年4月起出任第三助理華民政務司、1922年1月起出任助理華民政務司兼副婚姻登記官、1922年4月至6月署任副巡理府、以及在1922年6月至11月署任新界北約理民官兼小錢債法庭法官。在1922年11月，傅瑞憲獲委任為助理衛生局長兼潔淨局秘書，任內曾於1923年5月署任衛生局長兼潔淨局主席的職責；他後來雖然在1924年5月至10月署理南約理民官兼小錢債法庭法官，但署任完畢後即調返衛生局任助理局長及潔淨局秘書，到1925年9月改調出入口管理處，任職出入口助理監督。
在1926年2月，傅瑞憲出任北約理民官，同年7月獲奉委為官守太平紳士。當時港府正在荃灣城門谷一帶修建城門水塘，他遂負責重新安置受工程影響的村民。整個重新安置工作在1928年進行，涉及城門老圍、白石窩、碑頭肚、石頭見、芙蓉山、南房肚、大碑瀝和河瀝邊八條村共約855名客家村民。所有受影響的村民獲港府安置到錦田、和合石、七星崗、丙崗、鳳園、石鼓壟和泮涌等地。
傅瑞憲在任內另一項較著名的事蹟，是在1929年促成於青山禪院修建香海名山牌樓。牌樓是為紀念時任港督金文泰爵士在1927年6月和1928年3月兩度登臨青山，由傅瑞憲和19位華人紳商名流倡建的。金文泰雅好中國文化，且擅寫書法，因此石製牌樓的正面橫匾刻有由他手書的「香海名山」四個大字，而牌樓背面左側的橫柱則刻上倡建人的名字，其中傅瑞憲、羅旭龢爵士、周壽臣爵士和曹善允博士並列第一排，他也是所有倡建人當中唯一一位政府官員和外籍人士。香海名山牌樓在1985年連同青山禪院在1985年獲港府評定為一級歷史建築，到2010年再獲獨立評定為一級歷史建築，具一定的歷史價值。在1928年8月，由於南約理民官出缺，傅瑞憲還兼任北約理民官和南約理民官兩職，主管整個新界的地方事務。
在1930年3月，傅瑞憲卸下了理民府的工作，獲港府送往英國倫敦修讀法律，翌年於中殿律師學院考取執業大律師的資格。學成返港以後，他重返港府擔任不少與法律相關的職務，當中包括在1931年7月出任九龍巡理府，以及在1932年10月出任助理律政司。在助理律政司任內，他曾於1936年8月署任民事檢察署民事檢察專員，未幾又於同年9月署任最高法院副按察司和在同年10月至12月出任最高法院暫委額外按察司。在1936年12月，港府委任傅瑞憲負責編纂《1937年香港法例》和《1937年香港附屬法例》，同月還把他的職級擢升為一級官學生。
傅瑞憲在1937年1月初分別獲委任為首席巡理府和港府的孤兒寡婦撫恤金董事，但在任僅一個月就轉任民事檢察專員。同年7月，律政司晏禮伯休假，結果由他署任律政司一職，並首度臨時擔任行政立法兩局當然官守議員。在1937年8月，晏禮伯回任律政司，但傅瑞憲仍留在律政司署任職助理律政司，晏禮伯後來於1938年2月至11月再度休假，也是由傅瑞憲署任律政司一職。在第二度署任律政司期間，除了行政立法兩局的職務，傅瑞憲也於1938年3月起兼任酒牌局署理官守委員兼副主席，隨後又於同年7月獲港府委任為《1936年香港（非常住夫婦）離婚規例》的政府代訴人。
在1938年11月回任助理律政司後，傅瑞憲在1939年2月獲委任為香港大學替任校董，後於同年8月至12月再一次出任最高法院暫委額外按察司。在1937年，中日戰爭爆發，遠東戰雲密佈，到1938年10月，廣州淪陷，日軍兵臨香港深圳河以北，翌年9月，第二次世界大戰正式爆發，時任港督羅富國爵士旋即宣佈香港進入戰爭狀態，連串事件使香港局勢日益不穩。由於傅瑞憲在港府擔任要職，因此他在1940年獲准從香港後備防衛隊除役。當時港府正在整頓防務，並在1941年4月設立防衛司一職，曾在一戰期間因傑出表現而獲得軍功十字勳章的傅瑞憲遂獲挑選出任首任防衛司，到同年5月以防衛司身份進一步晉身行政局擔任官守議員，與港督、駐港三軍司令和輔政司等官員一同統籌香港的防務工作。
雖然如此，香港守軍的數目畢竟遠低於駐紮在深圳河以北的日軍數目，雙方實力懸殊，加上港府危機意識不足，致使香港的防衛實力難以抵禦日軍進犯。就在上任防衛司後八個月，日軍就在1941年12月8日突然揮軍香港，香港保衛戰一觸即發。香港守軍在戰事中節節敗退，最終上任只有三個月的港督楊慕琦爵士在同年12月25日的「黑色聖誕節」投降，旋於九龍半島酒店內舉行投降儀式，標誌著三年零八個月香港日治時期的開始。

### 日治遭遇
香港淪陷後，港督楊慕琦爵士最初被日方軟禁於半島酒店內，後來先後被囚禁於台灣和滿州國；而除了輔政司詹遜和醫務總監司徒永覺醫生等人獲准留在市區處理善後工作外，包括傅瑞憲在內的其他港府外籍高官則與其他屬於盟國的僑民一樣，被日治政府拘禁於赤柱拘留營內。在1942年1月初，拘留營的居民自行設立一個臨時委員會，負責統籌營內事務，並代表被拘禁僑民與日方交涉。委員會由居民經投票選出，在一眾委員當中，只有傅瑞憲和前財政司畢打士是前港府官員。在1942年1月24日，臨時委員會舉行首次會議，當時詹遜也特意到赤柱拘留營出席，而每當詹遜無法出席會議的時候，均會由傅瑞憲擔任詹遜的代表。到1942年3月，詹遜被日方送入赤柱拘留營，並由他組織英僑共同委員會（British Communal Council），臨時委員會才告停止運作。
在臨時委員會任職期間，傅瑞憲曾多番提倡英日兩國透過外交途徑，把身處拘留營內的英籍僑民遣送回國，儘管後來不少被拘禁於營內的美國和加拿大僑民都獲得日方安排遣送回國，但拘留營內的英籍僑民卻始終無法獲得同樣待遇。此外，在1942年2月的時候，日方曾強行要求拘留營居民從他們位於香港的銀行戶口支取金錢，以支付拘留營的營運開支。雖然傅瑞憲一度反而要求日方准許拘留營居民自由提取他們的存款，可是在日方威迫下，臨時委員會後來指令拘留營內的兩名香港上海匯豐銀行職員，向日方開出一張$88,153.06港元的支票，但支票最終卻為日方所退回。日方退回支票的舉動並不代表拘留營居民的銀行存款受到保障，原因是日方後來已決定清算敵國銀行在香港的資產，所以是否開出支票已不再重要。

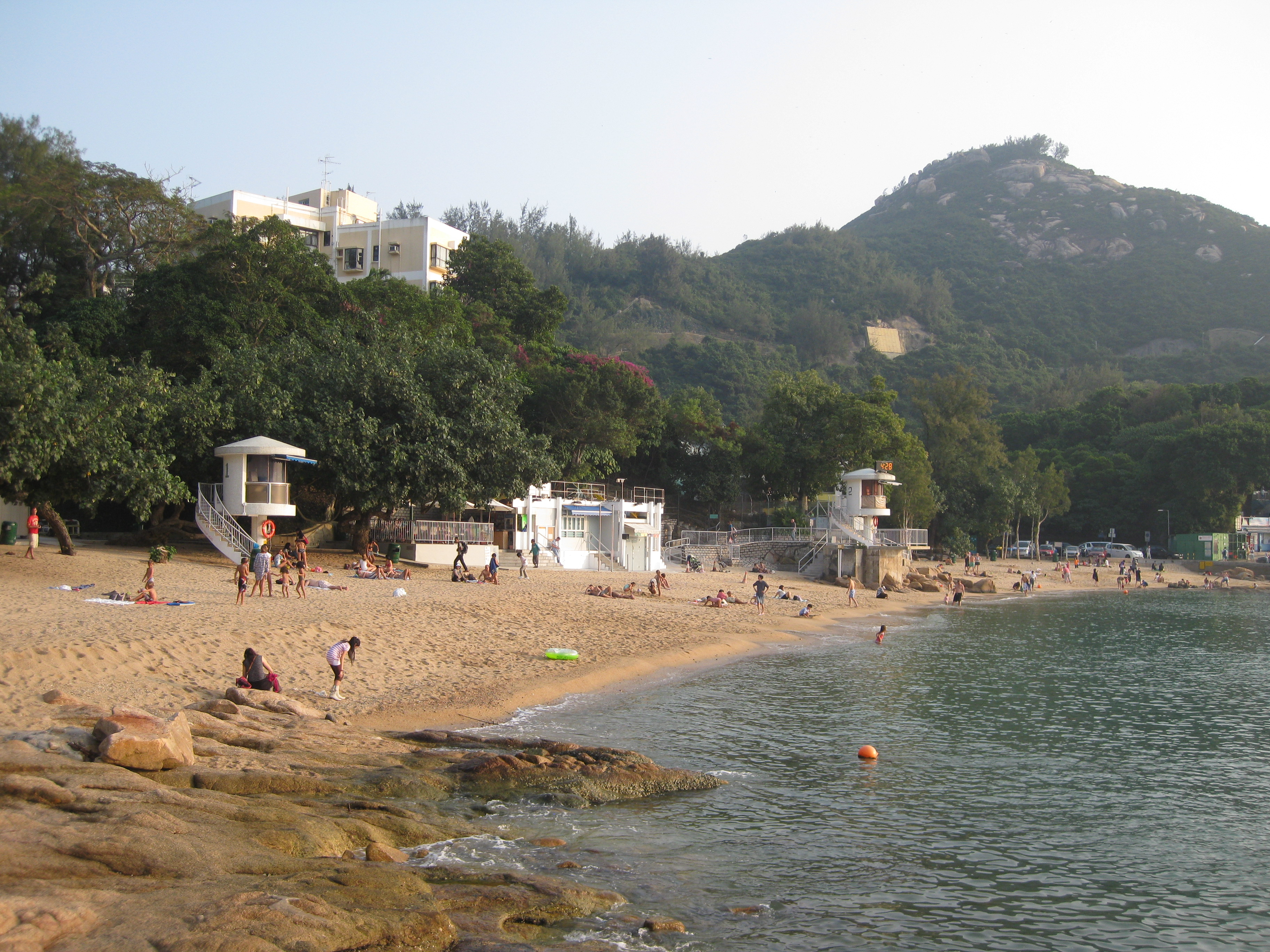
在1943年10月29日，傅瑞憲等32人在赤柱聖士提反灣被日軍處決，屍體就地合葬，但確實位置已不可考

臨時委員會解散後，傅瑞憲仍活躍於拘留營的事務，而且還與暗中與總部設於廣東曲江（今韶關市一帶）的英軍服務團取得聯絡。他不單與數名僑民秘密在營內策劃逃走計劃，更暗地裡收藏一部無線電裝置，用作收聽盟軍的廣播，以及收發來自營外的訊息和情報。然而，日方在1943年6月發現有關的無線電裝置後，隨即把傅瑞憲等涉事僑民囚禁於毗連赤柱拘留營的赤柱監獄內。傅瑞憲被捕後，由於他曾擔任防衛司，因此日方對他特別嚴刑拷問，希望他供出詹遜等人也牽涉其中，不過傅瑞憲卻是堅不服從，拒絕透露任何同謀，且把所有罪名推到自己身上。
在1943年10月19日，傅瑞憲與其他涉事僑民在赤柱監獄接受日方審判，儘管審訊歷時一整天，但過程卻相當草率，結果包括傅瑞憲在內的其中七人被判處死刑，另外四人則被判處監禁。當時的傅瑞憲身體虛弱，但他依然樂觀面對，處之泰然，對死刑不感畏懼。這次無線電事件牽連甚廣，日方在全港搜捕多人歸案，並判處32人死刑。死刑在同年10月29日執行，當日包括傅瑞憲在內的32人被日軍以貨車載到拘留營附近的聖士提反灣海灘，然後就地處決。雖然不少拘留營僑民從遠方目睹行刑經過，但一說指部份人被日軍槍決，另一說則指傅瑞憲等主謀被日軍當場斬首，狀甚恐怖。在香港生活近24年的傅瑞憲終年47歲，日方行刑後把他和其他屍體就地合葬，合葬地點沒有任何記認，所以確實位置已不可考。
1945年8月日本投降和香港重光後，英廷以傅瑞憲在拘留營內冒著極大的生命危險從事情報工作，而面對日軍拷問仍堅拒不屈，沒有供出同伴的事蹟，認為他盡忠職守，克盡厥職，展示出無比堅毅的精神，因此在1946年10月29日決定向他追贈喬治十字勳章。喬治十字勳章是民事編制人員所能接受的最高級民事榮譽，地位僅次於用以頒授予軍事編制人員的維多利亞十字勳章。戰後，赤柱軍人墳場內置有傅瑞憲的墓碑，而他的母校三一學院也在校內掛有一面紀念牌，以作悼念。

## 個人生活

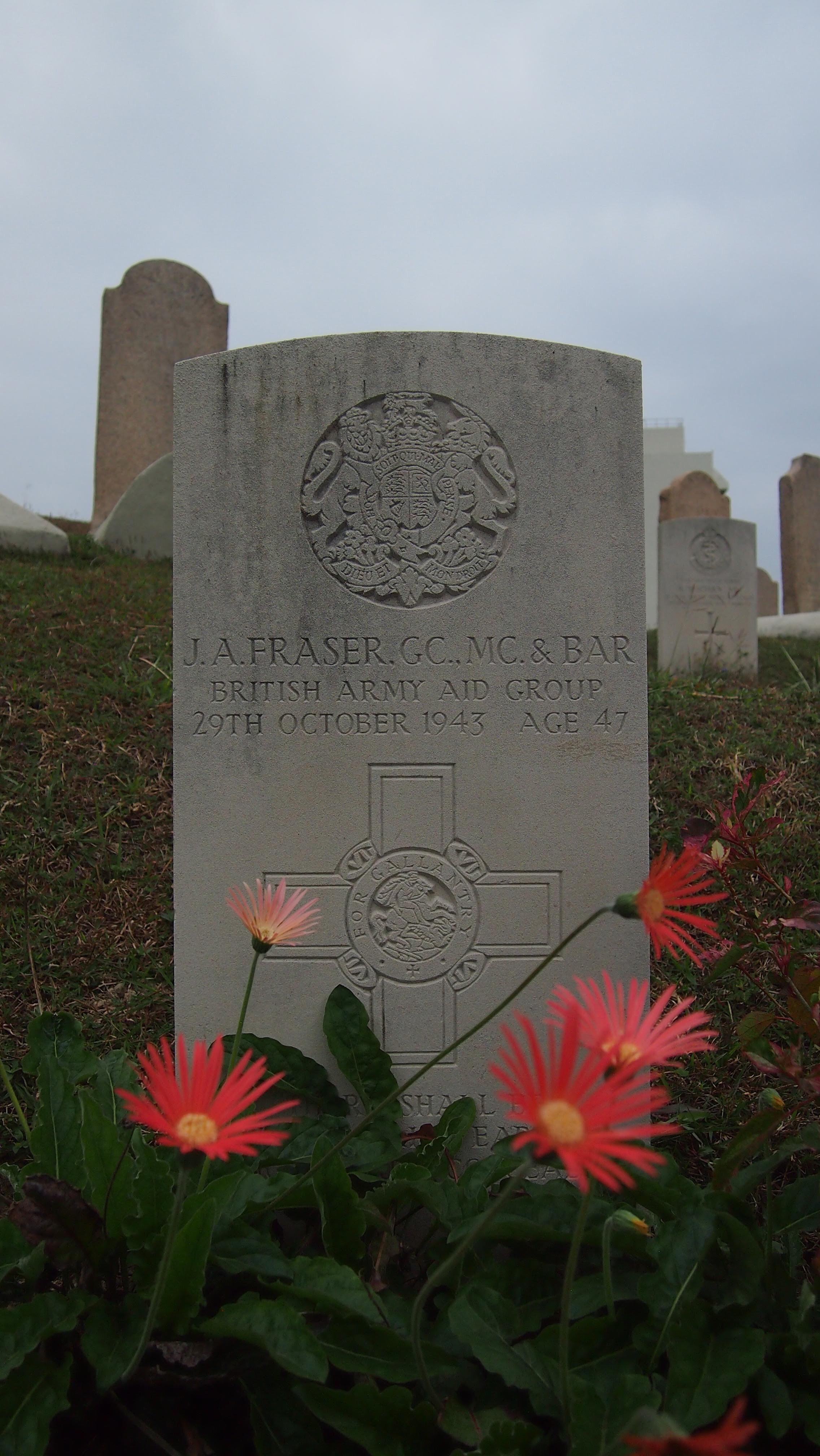
赤柱軍人墳場傅瑞憲之墓

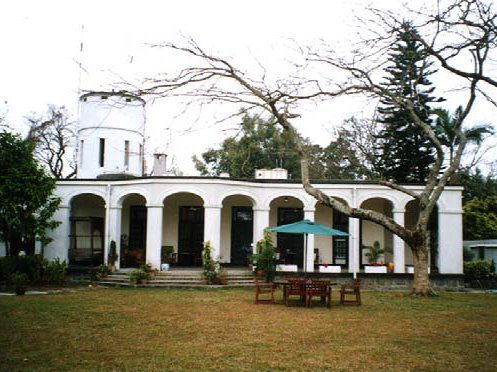
位於大埔滘的大埔瞭望台

傅瑞憲的妻子傅瑞憲夫人（Mrs K. E. Fraser）來自倫敦南肯辛頓，兩人育有兩名兒子。在1941年10月，傅瑞憲的妻兒與其他居港外籍婦孺獲港府安排到澳洲墨爾本暫避，因此他的家人沒有經歷香港淪陷時期，並在墨爾本安全避過太平洋戰爭。
曾任北約理民官的傅瑞憲在任助理律政司期間，於1933年購入位於大埔滘的大埔瞭望台（Tai Po Lookout）自住。大埔瞭望台始建於1904年，坐擁優美風景，1941年香港淪陷後，傅瑞憲被囚禁於赤柱拘留營，而大埔瞭望台則被日軍佔用作拷問犯人的場所。大戰結束後，大埔瞭望台成為港府產業，1985年和2009年先後獲評定為二級歷史建築和一級歷史建築。

## 部份著作
- The Ordinances of Hong Kong (1937 Edition). Hong Kong: Noronha & Company, 1938.

（直譯：《1937年香港法例》。香港：羅郎也公司，1938年。）
- The Regulations of Hong Kong (1937 Edition). Hong Kong: Hong Kong Prison, 1938.

（直譯：《1937年香港附屬法例》。香港：香港監獄，1938年。）

## 榮譽
- M.C. （1916年10月20日刊憲，[4]橫條於1917年12月17日刊憲[5]）
- J.P. （官守，1926年7月[23]）
- G.C. （身後追贈，1946年10月25日刊憲[68]）

## 注腳
1. ↑  Emerson (2008), p. 76.
2. ↑  "John Alexander FRASER, GC, MC & Bar (Posthumously)", George Cross Database, retrieved on 20 May 2012.
3. 1 2 3 4 5 6  MacKenzie (1921), p. 306.
4. 1 2  "Supplement to Issue 29793", London Gazette, 20 October 1916, p. 13.
5. 1 2  "Supplement to Issue 30431", London Gazette, 14 December 1917, p. 2.
6. ↑  Bisset (1961), p. 259.
7. ↑  "No. 576", Hong Kong Government Gazette, 11 December 1919.
8. ↑  Report of the Secretary for Chinese Affairs for the Year 1922. Hong Kong Government, 1923, para. 73.
9. ↑  "No. 8 （页面存档备份，存于）", Hong Kong Government Gazette, 6 January 1922.
10. ↑  Report of the Police Magistrates' Courts for the Year 1922. Hong Kong Government, 1923.
11. ↑  "No. 191 （页面存档备份，存于）", Hong Kong Government Gazette, 21 April 1922.
12. ↑  "No. 277 （页面存档备份，存于）", Hong Kong Government Gazette, 15 June 1922.
13. ↑  Sanitary Report for the Year 1922 （页面存档备份，存于）. Hong Kong Government, 1923, para. 3.
14. ↑  "No. 462", Hong Kong Government Gazette, 9 November 1922.
15. ↑  Sanitary Report for the Year 1923. Hong Kong Government, 1924, p. 3.
16. ↑  "No. 217 （页面存档备份，存于）", Hong Kong Government Gazette, 11 May 1923.
17. ↑  "B. Southern District （页面存档备份，存于）", Report on New Territories for the Year 1924. Hong Kong Government, 1925.
18. ↑  "No. 587 （页面存档备份，存于）", Hong Kong Government Gazette, 22 October 1924.
19. ↑  Report of the Superintendent of Imports and Exports for the Year 1925 （页面存档备份，存于）. Hong Kong Government, 1926, p. E13.
20. ↑  "No. 531", Hong Kong Government Gazette, 24 September 1925.
21. ↑  Report of the Superintendent of Imports and Exports for the Year 1926 （页面存档备份，存于）. Hong Kong Government, 1927, p. E17.
22. ↑  "No. 87 （页面存档备份，存于）", Hong Kong Government Gazette, 23 February 1926.
23. 1 2  "No. 374 （页面存档备份，存于）", Hong Kong Government Gazette, 16 July 1926.
24. 1 2 3  Fraser (1928), p. 1.
25. 1 2  〈青山寺外「香海名山」 一個個被埋沒的香港故事〉，《香港文匯報》，2006年7月15日。
26. 1 2  List of the Historic Buildings in Building Assessment （页面存档备份，存于）. Hong Kong: Antiquities and Monuments Office, Leisure and Cultural Services Department, 23 November 2011.
27. ↑  "No. 480 （页面存档备份，存于）", Hong Kong Government Gazette, 30 August 1928.
28. ↑  Report on the New Territories for the Year 1929. Hong Kong Government, 1930, pp. 1 & 10.
29. ↑  Report on the New Territories for the Year 1930. Hong Kong Government, 1931, pp. 1 & 10.
30. ↑  Law Journal (1946), p. 617.
31. ↑  "No. 457", Hong Kong Government Gazette, 17 July 1931.
32. ↑  Report of the Hong Kong and Kowloon Magistrates' Courts for the Year 1931 （页面存档备份，存于）. Hong Kong Government, 1932, para. 9.
33. ↑  "No. 631", Hong Kong Government Gazette, 6 October 1932.
34. ↑  "No. 659 （页面存档备份，存于）", Hong Kong Government Gazette, 6 August 1936.
35. ↑  "No. 660 （页面存档备份，存于）", Hong Kong Government Gazette, 6 August 1936.
36. ↑  Report of the Registrar of the Supreme Court, Official Trystee, Official Administrator and Registrar of Companies for the Year 1936 （页面存档备份，存于）. Hong Kong Government, 1937, p. G3.
37. ↑  "No. 846 （页面存档备份，存于）", Hong Kong Government Gazette, 21 October 1936.
38. ↑  "No. 1004 （页面存档备份，存于）", Hong Kong Government Gazette, 21 December 1936.
39. ↑  "No. 512 （页面存档备份，存于）", Hong Kong Government Gazette, 21 July 1937.
40. ↑  "No. 1008 （页面存档备份，存于）", Hong Kong Government Gazette, 24 December 1936.
41. ↑  "No. 7 （页面存档备份，存于）", Hong Kong Government Gazette, 6 January 1937.
42. ↑  "No. 60 （页面存档备份，存于）", Hong Kong Government Gazette, 29 January 1937.
43. ↑  Hansard （页面存档备份，存于）. Hong Kong Legislative Council, 28 July 1937.
44. ↑  "No. 563 （页面存档备份，存于）", Hong Kong Government Gazette, 12 August 1937.
45. ↑  "No. 84", Hong Kong Government Gazette, 5 February 1938.
46. ↑  "No. 219 （页面存档备份，存于）", Hong Kong Government Gazette, 15 March 1938.
47. ↑  "No. 566", Hong Kong Government Gazette, 29 July 1938.
48. ↑  "No. 872", Hong Kong Government Gazette, 10 November 1938.
49. ↑  "No. 150 （页面存档备份，存于）", Hong Kong Government Gazette, 24 February 1939.
50. ↑  "No. 625 （页面存档备份，存于）", Hong Kong Government Gazette, 3 August 1939.
51. ↑  張連興（2007年），417頁。
52. ↑  "No. 846 （页面存档备份，存于）", Hong Kong Government Gazette, 22 July 1940.
53. ↑  Hamilton (1969), p. 6.
54. ↑  "No. 744 （页面存档备份，存于）", Hong Kong Government Gazette, 17 June 1941.
55. ↑  "No. 717 （页面存档备份，存于）", Hong Kong Government Gazette, 10 June 1941.
56. ↑  Poy (1999), pp. 2-4.
57. ↑  《日寇志—花開-花開下卷 （页面存档备份，存于）》。延陵科學綜合室，造訪於2012年5月20日。
58. 1 2 3  Emerson (2008), p. 60.
59. ↑  Emerson (2008), p. 10.
60. ↑  Emerson (2008), pp. 59-60.
61. ↑  Emerson (2008), pp. 64-65.
62. 1 2 3  Emerson (2008), p. 63.
63. 1 2  . www.cwgc.org.   [2020-09-02]. （原始内容存档于2020-10-02） （英语）.
64. ↑  Gittins (1982), p. 143.
65. ↑  Banham (2009), p. 126.
66. ↑  Lindsay and Harris (2005), p. 205.
67. 1 2 3 4  "The Reign of Terror: Conclusion on the Stanley Peninsula （页面存档备份，存于）", The Dark World's Fire: Tom and Lena Edgar in War, 20 January 2012.
68. 1 2 3  "Supplement to Issue 37771 （页面存档备份，存于）", London Gazette, 25 October 1946, p. 1.
69. ↑  Lindsay and Harris (2005), pp. 205-206.
70. 1 2  Emerson (2008), p. 73.
71. ↑  Gittins (1982), p. 145.
72. ↑  Banham (2009), pp. 151-152.
73. ↑  Lindsay and Harris (2005), p. 206.
74. ↑  "John Fraser GC, Trinity Academy （页面存档备份，存于）", The Scottish War Memorials Project. The Scottish Military Research Group, retrieved on 20 May 2012.
75. ↑  . www.vconline.org.uk.   [2020-09-02]. （原始内容存档于2020-10-12）.
76. ↑  "Wives Evacuated from Hong Kong （页面存档备份，存于）", The Argus. Australia: Melbourne, Victoria, 21 October 1941, p. 3.
77. ↑  "Family Notices （页面存档备份，存于）", The Argus. Australia: Melbourne, Victoria, 9 September 1944, p. 2.
78. 1 2 3  Historic Building Appraisal （页面存档备份，存于）. Hong Kong: Antiquities and Monuments Office, Leisure and Cultural Services Department, retrieved on 20 May 2012, p. 350.

### 英文資料
- Edited by MacKenzie, Major John E., University of Edinburgh Roll of Honour, 1914-1919. London: Oliver and Boyd, 1921. 網上版本
- Fraser, J. A., Report on the Move of the Shing Mun Villages. Hong Kong Government, 1928. 網上版本（页面存档备份，存于）
- The Law Journal Volume 96, 1946.
- Bisset, Ian, The George Cross. MacGibbon & Kee, 1961.
- Hamilton, Geoffrey Cadzow, Government Departments in Hong Kong, 1841-1969. Hong Kong: Government Printer, 1969.
- Gittins, Jean, Stanley: Behind Barbed Wire. Hong Kong: Hong Kong University Press, 1982. 網上版本
- Poy, Vivienne, "Hong Kong, 1941- 1945". China and Hong Kong History, Philately and Culture Society, 1 May 1999. 網上版本（页面存档备份，存于）
- Lindsay, Oliver, and Harris, John R., The Battle for Hong Kong 1941-1945. Hong Kong: Hong Kong University Press, 2005. 網上版本（页面存档备份，存于）
- Emerson, Geoffrey Charles, Hong Kong Internment, 1942 to 1945. Hong Kong: Hong Kong University Press, 2008. 網上版本
- Banham, Tony, We Shall Suffer There: Hong Kong's Defenders Imprisoned, 1942-45. Hong Kong: Hong Kong University Press, 2009.網上版本

### 中文資料
- 張連興著，《香港二十八總督》。北京：朝華出版社，2007年6月。

## 外部連結
- 英聯邦國殤紀念墳場管理委員會之簡介 （页面存档备份，存于）
- Hong Kong Internment, 1942 to 1945
- GC Awards to Jap POWs

| 政府职务      | 政府职务              | 政府职务                                    |
| ------------- | --------------------- | ------------------------------------------- |
| 前任： 新創設 | 防衛司 1941年4月-12月 | 繼任： 何禮文 助理輔政司（防衛） （1949年） |